# ردیرو
ردیرو (به اسپانیایی: Rodeiro) یک شهرستان در اسپانیا است.